# Anne Charles Sigismond de Montmorency-Luxembourg
Pour les autres membres de la famille, voir Maison de Montmorency.
Anne Charles Sigismond de Montmorency-Luxembourg (15 octobre 1737 à Paris en France - 13 octobre 1803 à Lisbonne au Portugal), marquis de Royan, comte d'Olonne, duc de Châtillon-sur-Loing, puis dixième duc de Piney-Luxembourg, pair et premier baron chrétien de France, est un général et homme politique contre-révolutionnaire français. Franc-maçon, il est l’administrateur général du naissant Grand Orient de France.

## Biographie
Anne Charles Sigismond de Montmorency-Luxembourg né à Paris au sein d'une très ancienne famille de la noblesse française, remontant au Xe siècle. Héritier d'un patrimoine important, il est le fils de Charles Anne Sigismond de Montmorency-Luxembourg et de Marie-Etiennette de Bullion-Fervacques (1712 - 1749), il succède à Charles II Frédéric de Montmorency-Luxembourg, neuvième duc de Piney-Luxembourg. Colonel aux Grenadiers de France en 1758, il est colonel du régiment d'infanterie de Hainaut en 1761, puis en 1784 il devient lieutenant général des armées du roi,.
Il reçoit du comte de Clermont grand maître des « loges régulières du royaume de France » dont il est un des proches, une patente pour constituer une loge maçonnique. Il fonde alors sous le titre de « Saint-Jean de Montmorency-Luxembourg » une loge aristocratique qui attire une partie de l'élite de la noblesse du royaume. Charismatique et entreprenant, il est élu sans difficulté comme administrateur général du naissant Grand Orient de France sous la grande maîtrise de Louis-Philippe d'Orléans qui ne s'implique quasiment pas dans les affaires de l'obédience. C'est l'acteur principal de toute la réforme administrative qui fonde réellement la première obédience maçonnique française. Peu enclin aux révolutions politiques ou sociales, il laisse s'épanouir dans le royaume une franc-maçonnerie bourgeoise et aristocratique. Sous son administration naissent les loges d'adoption qui reçoive des femmes sous tutelle des loges d'hommes.
Anne Charles Sigismond est élu comme représentant de la noblesse du Bas-Poitou, puis président de l'ordre de la noblesse en juin 1789 aux États généraux. Refusant les positions de la noblesse libérale, il assiste impuissant à la naissance du processus révolutionnaire et tente de convaincre le roi d'agir au plus vite. Constatant le 15 juillet que la monarchie est perdue, il émigre en Angleterre, commande en second, à l'armée des princes, la brigade de Navarre, puis se retire en Portugal. Il meurt dans ce pays en 1803, après avoir décliné plusieurs fois les invitations à revenir en France que le pouvoir lui propose.

## Mariage et descendance
Le 9 avril 1771, Anne Charles épouse Madeleine Suzanne Adélaïde de Voyer de Paulmy d'Argenson (1752-1813), dame du palais de la reine en 1774, fille du secrétaire d'État de la Guerre Antoine-René de Voyer de Paulmy d'Argenson.
De ce mariage sont nés :
- Anne Henri René Sigismond de Montmorency-Luxembourg (16 février 1772 - 19 octobre 1799), « duc de Châtillon », marié le 21 octobre 1793 à Bruxelles avec Marie-Anne (1774-1826), fille de Chrétien Joseph Ernest Grégoire de Lannoy (1731-1822), comte de La Motterie, sans postérité ;
- Bonne Charlotte Renée Adélaïde (29 avril 1773 - 6 septembre 1840), mariée le 14 mai 1788 à Anne-Adrien-Pierre de Montmorency-Laval, duc de Laval ;
- Charles-Emmanuel-Sigismond de Montmorency-Luxembourg (27 juin 1774 - 5 mars 1861), 11e duc de Piney-Luxembourg, 5e duc de Châtillon, sans postérité ;
- Marie Madeleine Charlotte Henriette Émilie (13 avril 1778 - 30 août 1833), mariée le 7 octobre 1791 à Lisbonne à Miguel Caetano Álvares Pereira de Mello, duc de Cadaval (de la maison de Bragance).